# Kiến
Kiến (tên khoa học: Formicidae) là một họ côn trùng thuộc bộ Cánh màng. Các loài trong họ này có tính xã hội cao, có khả năng sống thành tập đoàn lớn có tới hàng triệu con. Nhiều tập đoàn kiến còn có thể lan tràn trên một khu vực đất rất rộng, hình thành nên các siêu tập đoàn. Các tập đoàn kiến đôi khi được coi là các siêu cơ quan vì chúng hoạt động như một thực thể duy nhất.

## Phân loại và tiến hóa

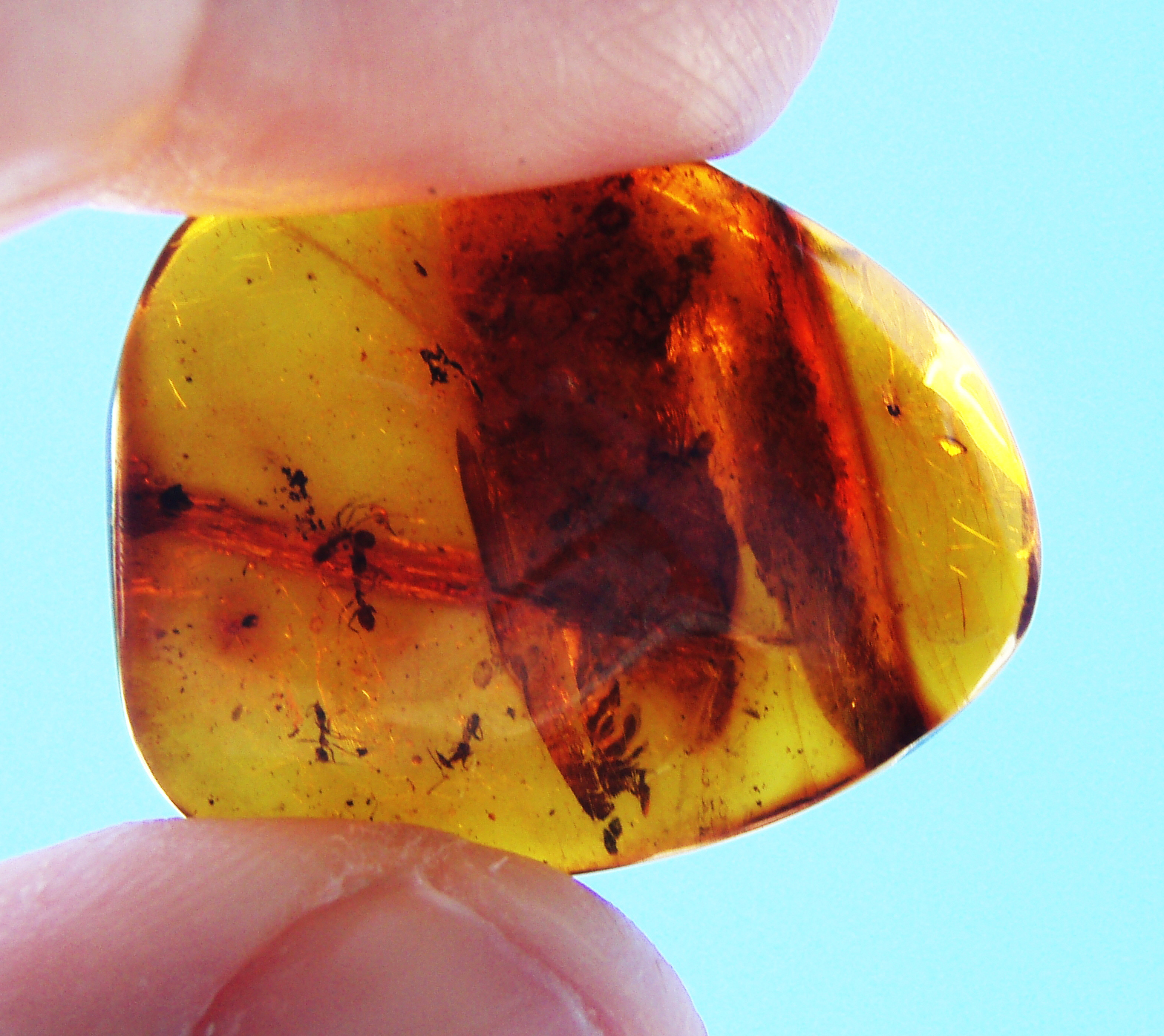
Kiến hóa thạch trong hổ phách Baltic.

Họ Formicidae thuộc bộ Hymenoptera, bộ này cũng bao gồm ong cắn lá, ong và tò vò Kiến nằm cùng nhánh với ong Vò vẽ. Phân tích phát sinh loài cho thấy kiến tách ra từ Kỷ Creta-giữa cách đây khoảng 110 đến 130 triệu năm. Sau khi thực vật có hoa tách ra cách đây khoảng 100 triệu năm kiến đã đa dạng hóa và được cho là thống trị chủ yếu vào khoảng cách đây 60 triệu năm. Năm 1966, E. O. Wilson và đồng sự của ông đã xác định các hóa thạch kiến (loài Sphecomyrma freyi) sống trong kỷ Creta. Tiêu bản này nằm trong hổ phách được định tuổi là hơn 80 triệu năm và mang các đặc điểm của kiến và wasp. Sphecomyrma có thể kiếm ăn trên mặt đất nhưng một số tác giả dựa trên các nhóm nguyên thủy Leptanillinae và Martialinae nên các loài kiến nguyên thủy có thể là các loài săn mồi dưới mặt đất.
Trong suốt kỷ Creta, một vài loài kiến nguyên thủy phân bố rộng khắp trên siêu lục địa Laurasia (bán cầu bắc). Chúng hiếm gặp so với các loài côn trùng khác, và chỉ chiếm 1% trong tổng các cá thể côn trùng. Kiến trở nên phổ biến sau sự kiện tỏa nhánh thích nghi vào đầu kỷ Paleogen. Vao Oligocene và Miocene kiến chiếm 20 – 40% tất cả các côn trùng được tìm thấy trong hầu hết các trầm tích hóa thạch chính. Một trong số các loài sống trong Eocene thì còn khoảng {\displaystyle {\frac {1}{10}}}các chi hiện còn tồn tại đến ngày nay. Các chi còn tồn tại đến ngày nay chiếm 56% trong các chi được phát hiện trong hổ phách vùng Baltic (đầu Oligocene), và 92% các chi trong hổ phách ở Dominica (xuất hiện đầu Miocene).
Termite, đôi khi là tên gọi của loài "kiến trắng", không phải là kiến và thuộc bộ Isoptera. Termite thực tế có quan hệ rất gần gũi với gián và mantidae. Termite có kim chích nhưng rất khác biệt về phương thức sinh sản. Cấu trúc xã hội tương tự có vai trò quan trọng trong tiến hóa hội tụ. Kiến nhung trông giống kiến lớn nhưng thực ra là những con tò vò cái không cánh.

## Phân bố và đa dạng hóa
| Vùng         | Số loài |
| ------------ | ------- |
| Neotropic    | 2.162   |
| Miền Tân bắc | 580     |
| Châu Âu      | 180     |
| Châu Phi     | 2500    |
| Châu Á       | 2080    |
| Melanesia    | 275     |
| Úc           | 985     |
| Polynesia    | 42      |

Kiến được tìm thấy trên tất cả các lục địa trừ Nam Cực, và chỉ có một vài quần đảo lớn như Greenland, Iceland, các phần của Polynesia và Hawaii thì không có các loài kiến bản địa. Kiến chiếm một dải các hốc sinh thái rộng, và có thể khai thác một dải rộng các nguồn thực phẩm hoặc trực tiếp hoặc là các động vật ăn cỏ, săn mồi và ăn xác chết gián tiếp. Hầu hết các loài kiến là động vật ăn tạp nhưng một vài loài chỉ ăn một thứ đặc trưng. Sự thống trị sinh thái của chúng có thể đo đạc thông qua sinh khối của chúng, và theo ước tính trong các môi trường khác nhau cho thấy rằng chúng đóng góp khoảng 15 – 20% (trung bình gần 25% ở các vùng nhiệt đới) trong tổng sinh khối động vật đất liền, cao hơn cả sinh khối của động vật có xương sống.
Kiến có kích thước thay đổi từ 0,75 đến 52 milimét (0,030 đến 2,0 in), loài lớn nhất là hóa thạch của Titanomyrma giganteum, kiến chúa có chiều dài 6 xentimét (2,4 in) với sải cánh 15 xentimét (5,9 in). Kiến có nhiều màu sắc khác nhau, hầu hết chúng có màu đỏ hoặc đen, nhưng một vài loài có màu lục và các loài ở vùng nhiệt đới có ánh kim loại. Hơn 15.000 loài kiến hiện đã được phát hiện (với ước tính vào khoảng 22.000 loài) (xem danh sách các chi kiến), trong đó đa dạng hóa lớn nhất là ở các vùng nhiệt đới. Các nghiên cứu về phân loại học vẫn đang tiến hành để giải quyết những tồn tại liên quan đến họ kiến. Cơ sở dữ liệu các loài kiến như "AntBase" và "Hymenoptera Name Server" giúp theo dõi các loài kiến đã biết và các loài mới được miêu tả. Việc dễ dàng nghiên cứu các loài kiến như là một loài chỉ thị trong các hệ sinh thái là một thuận lợi cho nghiên cứu đa dạng sinh học.

## Cuộc sống

Các bộ phận của một kiến thợ (Pachycondyla verenae).

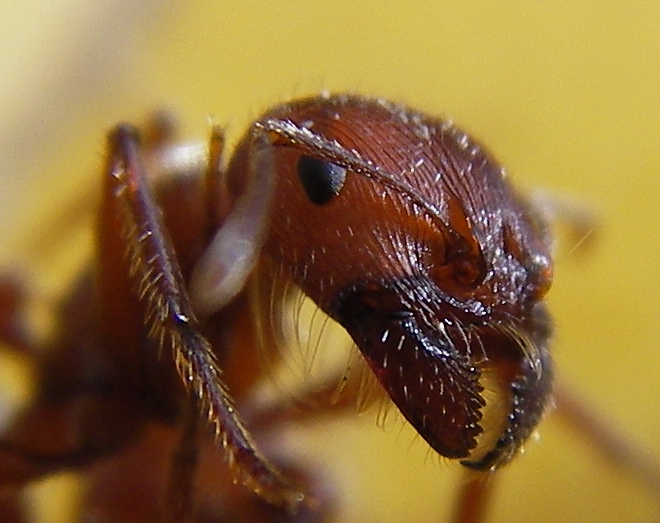
Hình chụp gần cho thấy hàm dưới lồi ra và cặp mắt tuy nhỏ nhưng phức tạp của loài kiến.

### Tổ kiến
Thông thường có khoảng 100.000 con kiến trong một đàn nhưng tất cả chúng chỉ có một kiến chúa. Những con kiến mà mắt thường chúng ta thường hay nhìn thấy là kiến thợ. Công việc của chúng là chăm sóc kiến chúa, ấp trứng, chuyển trứng, nuôi kiến con, tìm kiếm thức ăn, đào đất xây dựng tổ, canh gác tổ (kiến lính)...Tất cả những con kiến thợ này đều là kiến cái nhưng chúng không thể sinh sản được vì cơ cấu giới tính của chúng chưa phát triển đầy đủ. Các con kiến trong mỗi tổ phân biệt giống loài  với những con cùng loài khác tổ bằng mùi.
Kiến chúa cái sống trong phòng chúa ở giữa tổ, chuyên đẻ trứng suốt đời. Những trứng đó sau này sẽ là "thành viên" lao động của tổ.

### Sinh sản và tự vệ
Hầu hết kiến đều không có cánh, khi chúng sống trong tổ trong thời gian dài và được che chở, nơi này sẽ tạo ra cánh cho chúng. Trong một khoảng thời gian ngắn mỗi năm, thường là vào những mùa ấm áp hay oi bức, kiến bay đầy trời. Đó chính là những con kiến đực và cái (đã trưởng thành, có thể sinh sản được) đang phối giống. Phối giống xong, con đực chết, cánh của những con đực rụng xuống cộng với phần cơ bắp của chúng chính là thức ăn duy trì sự sống cho con cái để sản sinh ra những con kiến thợ đầu tiên. Những con kiến thợ này đi kiếm ăn cho các con đẻ sau và cho kiến chúa.
Một số kiến thợ thành kiến bảo vệ tổ, chúng tăng trưởng rất nhanh và giúp bảo vệ tổ bằng cách tiêm, cắn axit vào kẻ thù. Một số loài khác dùng răng để đuổi các con kiến khác khỏi tổ của mình.

## Thức ăn
Kiến ăn nhiều loại thức ăn. Một số ăn hạt giống, săn động vật khác và có cả loài ăn nấm... nhưng hầu hết chúng thích đồ ngọt và mật của rệp vừng. Hầu hết những gì chúng làm được là do bản năng (nghĩa là chúng không phải nghĩ hay tập làm những công việc này để làm như thế nào). Các con kiến tìm mồi ở khắp mọi nơi, đôi khi lấy của các tổ khác.
Việc di chuyển thức ăn của chúng tương đối thuận lợi do có tính tập thể cao, chúng cùng nhau dìu thức ăn về tổ thành từng đàn, theo từng hàng lối nghiêm chỉnh. 